# Giovanni Battista Ceirano
Giovanni Battista Ceirano (Coni, 1er octobre 1860 - Bordighera, 24 septembre 1912) est un entrepreneur italien et l'un des pionniers de l'industrie automobile italienne.

## Biographie

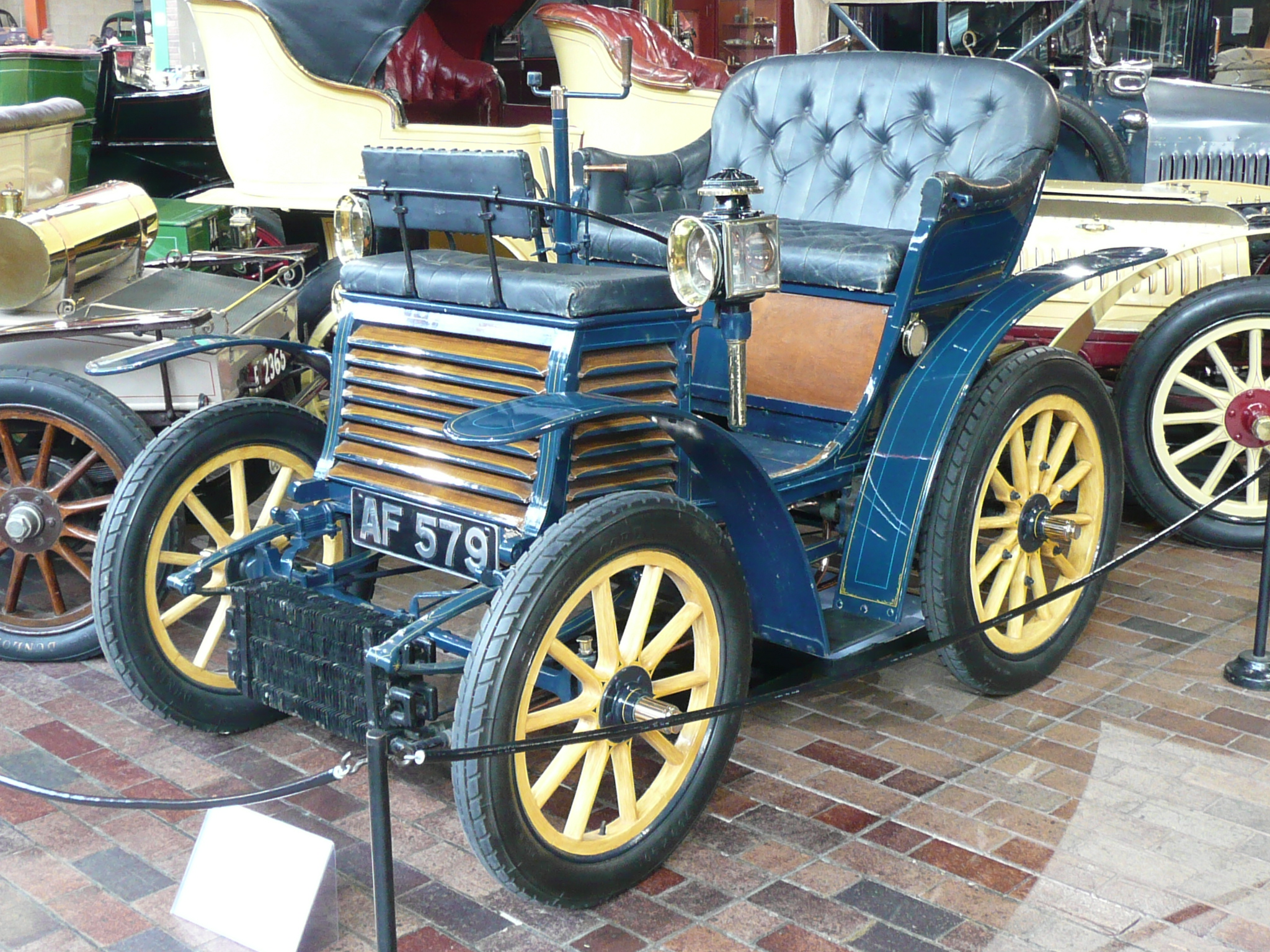
1899 F.I.A.T. 3½ HP

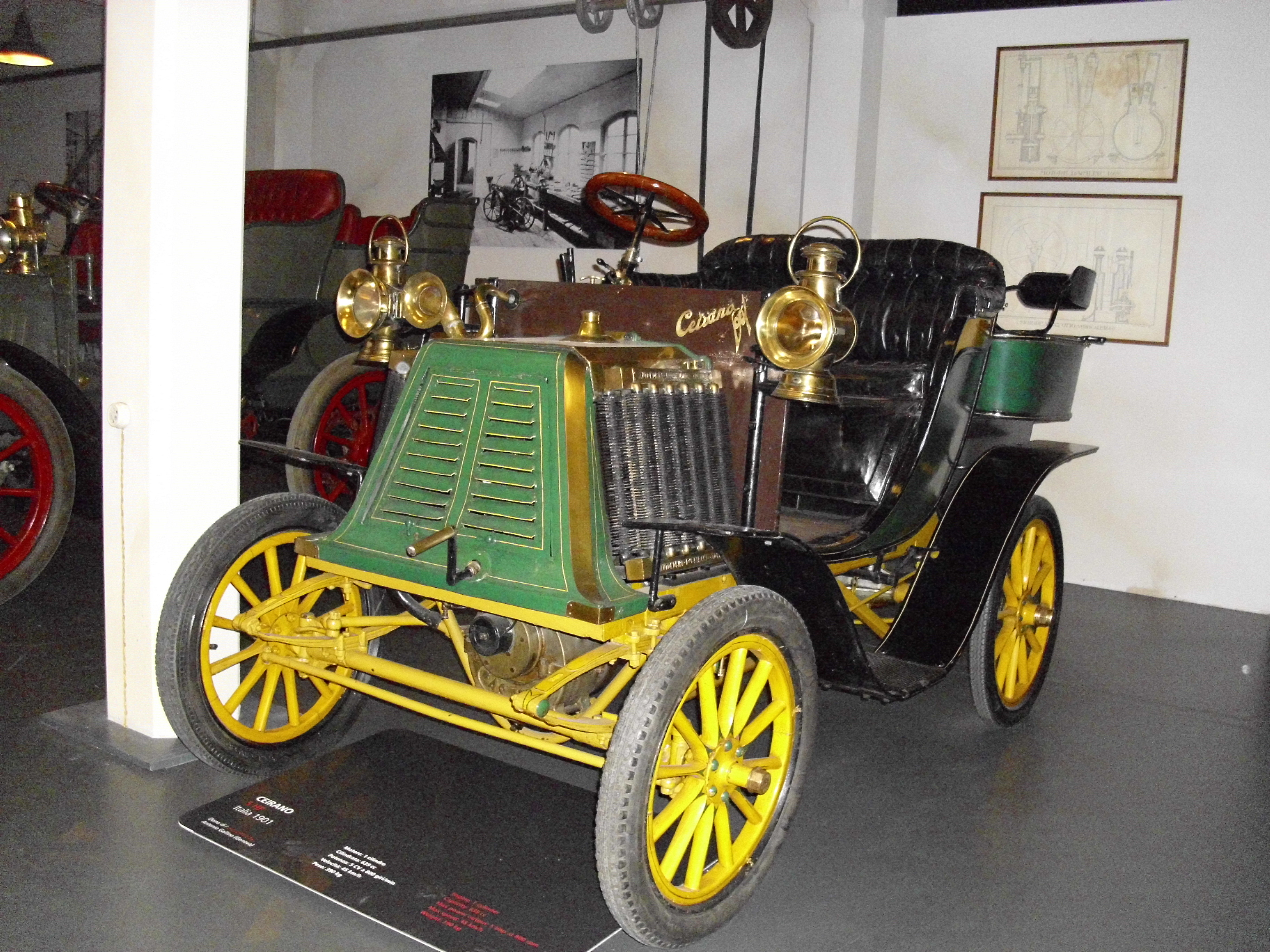
1901 Ceirano

Giovanni Battista Ceirano est l'ainé de trois frères. Désireux d'approfondir ses connaissances en mécanique appliquée, Giovanni Battista Ceirano décide, à 20 ans, de quitter le petit laboratoire d'horlogerie de son père pour partir se former à Turin.  
En 1888, après huit années d'apprentissage, il loue un atelier au centre de la ville, rue Vittorio Emanuele. Avec ses frères Giovanni et Matteo, il commence à fabriquer des bicyclettes sous la marque Welleyes.
La qualité des bicyclettes Welleyes marque le début de leur succès. Elles connaissent une reconnaissance sportive avec la participation à la course Turin-Asti-Turin avec une Welleyes bicyclette à moteur. 
En fin d'année 1898, la société Accomandita Ceirano & C. est créée et ses statuts sont limités à la construction d'automobiles. Parmi les salariés de la nouvelle société, on note la présence du fils du propriétaire de l'atelier loué à Giovanni Lancia, le jeune Vincenzo Lancia qui fondera la marque automobile italienne, Lancia. 
Giovanni Battista Ceirano ne construira qu'un seul modèle automobile, une voiture équipée d'un petit moteur bicylindre de 663 cm3 avec une boîte à deux vitesses, conçue par l'ingénieur Aristide Faccioli. La voiture porte également la marque Welleyes et est présentée officiellement en public en milieu d'année 1899. 
Le succès immédiat de cette voiture fait comprendre aux dirigeants de la nouvelle société que la fabrication ne pourra faire face à la demande. De nouveaux locaux pour la production sont également indispensables, ceux actuels de l'Accomandita Ceirano & C étant trop petits. Des contacts sont pris avec des aristocrates et des financiers turinois afin de construire une véritable usine. Un accord préliminaire est signé le 1er juillet 1899 au Palais Bricherasio et est enregistré chez le notaire Me Torretta le 11 juillet 1899. C'est ainsi que naît la Fabbrica Italiana Automobili - future F.I.A.T., avec un capital de 800 000 ₤ires en 4 000 actions (soit 10 millions d'€uros valeur 2002), première usine de ce qui deviendra l'actuelle entreprise FIAT S.p.A.. 
Cependant, bien qu'il soit à l'origine de cette société, G.B. Ceirano ne fait pas partie de l'accord qui est signé. La société FIAT, nouvellement créée, rachète l'entreprise Accomandita Ceirano & C. avec tous les brevets liés à la voiture Welleyes, et reprend tout le personnel. Giovanni Battista Ceirano reçoit 30 000 £ires et dirige le réseau commercial en Italie. 
Une fois libéré de ses engagements avec FIAT, il fonde, avec son frère Matteo, la société F.lli Ceirano qui change ensuite de raison sociale pour devenir la S.T.A.R. - Società Torinese Automobili Rapid. C'est la dernière aventure industrielle de Giovanni Battista Ceirano, qui se retire en 1905 et s'installe sur la côte ligure dans la ville de Bordighera. Il s'y éteint en 1912.